# Akapit

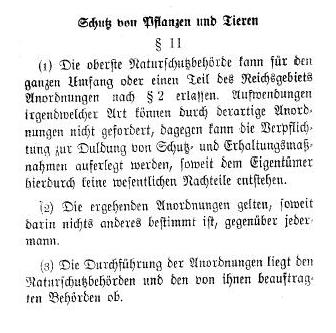
Tekst podzielony na akapity wyróżnione wcięciami

Akapit (łac. a capite, od głowy, od początku) – podstawowy sposób dzielenia łamu na rozpoznawalne wzrokiem mniejsze fragmenty w celu zwiększenia czytelności tekstu. Podstawowa jednostka logiczna dłuższego tekstu, składająca się z jednego lub wielu zdań stanowiących pewną całość treściową (myśl). Zadaniem akapitu jest wyraźne zaznaczenie nowej myśli w bieżącym wątku wypowiedzi.
Czasami jako synonimy akapitu są stosowane terminy ustęp, werset i paragraf, jednak mają one inne znaczenie.

## Zasady tworzenia akapitów
Akapity buduje się poprzez:
1. wcięcie akapitowe – odsunięcie pierwszego wiersza akapitu (tzw. wiersza akapitowego)[1] od marginesu[2]. Typowa wielkość wcięcia akapitowego to 1 firet[3].
2. odstęp międzyakapitowy – zwiększenie odstępu między akapitami za pomocą stosownej opcji w programie do składu lub metodą nieprofesjonalną przez wstawienie pustego wiersza[4].

Pierwszy wiersz akapitu to wiersz akapitowy, a ostatni to wiersz końcowy.

## Typowe błędy
Przy dzieleniu akapitu między sąsiednimi łamami (lub kolumnami) należy dbać, aby zarówno na początku, jak i na końcu akapitu znajdowały się co najmniej dwa wiersze tekstu. Najczęstszymi błędami pojawiającymi się podczas dzielenia tekstu są:
- szewc – ostatni (jako jedyny) na dole łamu pierwszy wiersz akapitu
- bękart – pierwszy na górze łamu ostatni wiersz akapitu (jako jedyny)
- wdowa – krótki wyraz lub końcówka przeniesionego wyrazu w wierszu końcowym[5]
- sierotka – wiszący wyraz (najczęściej spójnik lub przyimek).